# Taxi (televíziós sorozat, 1978)
A Taxi amerikai televíziós filmsorozat. Amerikában 1978. szeptember 12. és 1982. között az ABC vetítette, 1982. és 1983. június 15. között az NBC sugározta.
A Magyar Televízió két adagban összesen 56 részt vetített. Az első 26 részt, mely vegyesen tartalmazott részeket a sorozat első három évadából, 1991-ben az akkori TV2-n vetítették az első szinkronstábbal.  A második 30 részt, melyek a harmadik és negyedik szezonba tartoztak, 1996 első negyedévében hétköznap délelőttönként kerültek képernyőre az MTV 1-es műsorán a második szinkronstábbal.
A teljes sorozat a Humor 1 nevű csatornán volt látható a harmadik szinkronnal.

## Szereplők
| Szereplő       | Színész           | Magyar hang      | Magyar hang      | Magyar hang    |
| Szereplő       | Színész           | 1. szinkron      | 2. szinkron      | 3. szinkron    |
| -------------- | ----------------- | ---------------- | ---------------- | -------------- |
| Alex Rieger    | Judd Hirsch       | Székhelyi József | Tahi Tóth László | Kassai Károly  |
| Bobby Wheeler  | Jeff Conaway      | Sörös Sándor     | Forgács Péter    | Bozsó Péter    |
| Louie De Palma | Danny DeVito      | Gálvölgyi János  | Beregi Péter     | Kerekes József |
| Elaine Nardo   | Marilu Henner     | Balogh Erika     | Andresz Kati     | Tallós Rita    |
| Latka Gravas   | Andy Kaufman      | Kerekes József   | Kerekes József   | Rajkai Zoltán  |
| Tony Banta     | Tony Danza        | Végh Péter       | Görög László     | Csőre Gábor    |
| Ignatowski     | Christopher Lloyd | Szombathy Gyula  | Reviczky Gábor   | Háda János     |
| John Burns     | Randall Carver    | Forgács Péter    |                  | Holl Nándor    |
| Simka Gravas   | Carol Kane        |                  |                  | Bálint Sugárka |
| Jeff Bennett   | J. Alan Thomas    |                  |                  |                |

## Magyarországon
Magyarországon első alkalommal nem egységes szezonokat vetített az MTV. Az alábbi táblázat az MTV áltatl vetített részeket tartalmazza, a bemutató időpontjával, valamint az epizód tényleges helyével:
1991, TV2, 1. szinkron

1991 április 6..án szombat délután csendült fel a sorozat főcíme a Magyar Televízió akkor épp TV2-néven futó 2-es programján.
| Sorszám | Epizód magyar címe                         | Vetítéssi időpont | Eredeti sorszám |
| ------- | ------------------------------------------ | ----------------- | --------------- |
| 1       | Amilyen az apa, olyan a lánya              | 1991.04.06 15:40  | 1x01            |
| 2       | Tuti szöveg                                | 1991.04.07 16:15  | 1x06            |
| 3       | Gyere, de ne úgy                           | 1991.04.13 15:30  | 1x05            |
| 4       | Na, milyen tehetséges vagyok?              | 1991.04.14 16:00  | 1x04            |
| 5       | Osztálytalálkozó                           | 1991.04.20 15:25  | 1x07            |
| 6       | Névházasság                                | 1991.04.21 16:00  | 1x08            |
| 7       | Micsoda vad dolog                          | 1991.04.27 15:25  | 1x10            |
| 8       | Barátok                                    | 1991.04.28 15:55  | 1x15            |
| 9       | A nagy elhatározás                         | 1991.05.04 13:30  | 1x16            |
| 10      | Pót papa                                   | 1991.05.05 16:05  | 1x22            |
| 11      | Gravas mamája                              | 1991.05.11 16:00  | 1x19            |
| 12      | Az a nyolc-nulla-négyes                    | 1991.05.18 16:00  | 1x11            |
| 13      | Az a nyolc-nulla-négyes 2. rész            | 1991.05.25 15:30  | 1x12            |
| 14      | Tiszteld apádat!                           | 1991.06.02 15:05  | 2x02            |
| 15      | Louie és a rendes lány                     | 1991.06.08 16:30  | 2x01            |
| 16      | Jim tiszteletes a súlytalanság állapotában | 1991.06.15 15:00  | 2x03            |
| 17      | Nardo felenged                             | 1991.06.22 15:40  | 2x04            |
| 18      | Keresd a nőt!                              | 1991.06.29 15:00  | 2x07            |
| 19      | A kégli                                    | 1991.07.06 16:05  | 2x09            |
| 20      | Alex kalandja                              | 1991.07.13 14:10  | 2x10            |
| 21      | Louie-t bemutatják                         | 1991.07.20 14:50  | 2x13            |
| 22      | Tony és Brian                              | 1991.07.27 15:25  | 2x16            |
| 23      | Jim és Blöki                               | 1991.08.03 14:30  | 2x14            |
| 24      | Az örömapa                                 | 1991.08.11 14:20  | 3x03            |
| 25      | Ismét otthon                               | 1991.08.18 15:05  | 3x05            |
| 26      | Szokatlan háromszög                        | 1991.08.24 15:35  | 3x04            |

1996, MTV1, 2. szinkron

1996. január 25-én csütörtök délelőtt a Tízórai című műsor keretében került sor a második és egyben utolsó adag epizód vetítésére a Magyar Televízió 1-es programján. A részeket hétköznaponként vetítették, a szinkronstáb Kerekes József kivételével teljesen lecserélődött.
| Sorszám | Epizód magyar címe        | Vetítéssi időpont | Eredeti sorszám |
| ------- | ------------------------- | ----------------- | --------------- |
| 1       | Bobby lakótársa           | 1996.01.25 9:10   | 3x15            |
| 2       | Jim randevúzik            | 1996.01.26 9:10   | 3x02            |
| 3       | A vadon szava             | 1996.01.29 9:10   | 3x07            |
| 4       | A főnök felesége          | 1996.01.30 9:10   | 3x09            |
| 5       | Latka öröksége            | 1996.01.31 9:05   | 3x08            |
| 6       | Tízszázalékos haszon      | 1996.02.01 9:10   | 3x06            |
| 7       | A tökéletes taxisofőr     | 1996.02.02 9:10   | 3x13            |
| 8       | Elaine iskolatársa        | 1996.02.05 9:10   | 3x11            |
| 9       | Jelmezbálban              | 1996.02.06 9:10   | 3x10            |
| 10      | A kibokszolt bokszoló     | 1996.02.07 9:10   | 3x12            |
| 11      | Bobby és a kritikus       | 1996.02.08 9:10   | 3x17            |
| 12      | Mama csak egy van         | 1996.02.09 9:10   | 3x14            |
| 13      | Louie balesete            | 1996.02.12 9:10   | 3x16            |
| 14      | Latka, a playboy          | 1996.02.13 9:10   | 3x20            |
| 15      | Jim, az extraszensz       | 1996.02.14 9:10   | 4x01            |
| 16      | Elaine, az irgalmas nővér | 1996.02.15 9:10   | 4x08            |
| 17      | Állásvadászat 1.          | 1996.02.17 9:10   | 3x18            |
| 18      | Állásvadászat 2.          | 1996.02.19 9:10   | 3x19            |
| 19      | Irány Európa              | 1996.02.20 9:10   | 4x02            |
| 20      | A két Alex                | 1996.02.21 9:10   | 4x03            |
| 21      | Jim és a televízió        | 1996.02.22 9:10   | 4x04            |
| 22      | Louie félrelépése         | 1996.02.23 9:10   | 4x05            |
| 23      | Apa és fia                | 1996.02.26 9:10   | 4x06            |
| 24      | A mama esküvője           | 1996.02.27 9:10   | 4x07            |
| 25      | Tony, a menedzser         | 1996.02.28 9:10   | 4x09            |
| 26      | Alex rajongója            | 1996.02.29 9:10   | 4x13            |
| 27      | Louie, a kukkoló          | 1996.03.01 9:10   | 4x10            |
| 28      | Louie és a világvége      | 1996.03.04 9:10   | 4x11            |
| 29      | Ajándék Bobbynak          | 1996.03.05 9:10   | 4x12            |
| 30      | Tony szerelme             | 1996.03.06 9:10   | 4x14            |

2003, Humor 1, 3. szinkron

A Humor1 csatorna indulásakor újra képernyőre került a sorozat. Ezúttal a teljes sorozat vetítésre került egységes új szinkronnal.